# Ludwig Groll
Ludwig Groll (* 8. Dezember 1899 in Krems; † 15. August 1979 in Graz) war ein österreichischer, nationalsozialistischer Politiker und Betriebsleiter der Ostburg aus Oberwart. Er wurde am 15. März 1938 von Gauleiter Tobias Portschy zum Mitglied des Burgenländischen Landtags ernannt. Am 12. Mai 1938 beantragte er die Aufnahme in die NSDAP und wurde rückwirkend zum 1. Mai desselben Jahres aufgenommen (Mitgliedsnummer 6.105.613). Groll war zudem Bürgermeister von Oberwart und wurde wegen Beihilfe zum Mord an ungarischen Juden, wobei er die Leichen verscharrt hatte, sowie entfernter Teilnahme am Mord zu acht Jahren Haft verurteilt.